# Parada Cidade do Samba Tia Ciata
A Parada Cidade do Samba/Tia Ciata é uma das estações do VLT Carioca, situada no Rio de Janeiro, entre a Parada Santo Cristo e a Parada Utopia AquaRio. Faz parte da Linha 1.
Foi inaugurada em 12 de julho de 2016 com o nome de Cidade do Samba. Localiza-se na Rua Arlindo Rodrigues/Via Binário do Porto, ao lado da Cidade do Samba Joãosinho Trinta e do AQWA Corporate. Atende o bairro do Santo Cristo.
Em 2022, recebeu o novo nome com a promulgação da lei 7.260 de 17 de março de 2022, homenageando Tia Ciata, matriarca do samba. A estação foi efetivamente renomeada em uma cerimônia em 2024.